# 王仿子
王仿子（1916年—2019年3月17日），男，江苏青浦（今属上海）人，中国出版家，曾任中国出版工作者协会副主席。